# Compresión de la médula espinal
La compresión medular o compresión de la médula espinales una forma de mielopatía en la que la médula espinal está comprimida. Las causas pueden ser debidas a fragmentos óseos de una fractura vertebral, un tumor, abscesos, rotura de disco intervertebral u otra lesión.
Cuando la compresión medular es aguda puede causar una urgencia médica independiente de su causa, y requiere un diagnóstico y tratamiento rápidos para evitar una discapacidad a largo plazo debida a una lesión medular irreversible.

## Signos y síntomas
Los síntomas que sugieren una compresión medular son dolor de espalda, un dermatoma de aumento de la sensibilidad, parálisis de las extremidades por debajo del nivel de compresión, disminución de la sensibilidad por debajo del nivel de compresión, incontinencia urinaria e incontinencia fecal y/o retención urinaria. Puede haber signo de Lhermitte (sensación eléctrica de disparo intermitente) e hiperreflexia.

### Progresión
Normalmente, los síntomas de la compresión medular se desarrollan lentamente y progresan de forma constante a lo largo de varios años. En algunos pacientes, sin embargo, la afección puede empeorar más rápidamente. La compresión subaguda se desarrolla a lo largo de días o semanas. La compresión aguda se desarrolla en minutos u horas. La compresión aguda puede seguir a la compresión subaguda y crónica, especialmente si la causa es un absceso o un tumor. Independientemente del ritmo, la compresión de la médula espinal progresará previsiblemente con el tiempo. 

## Causas
Las causas más comunes de la compresión de la médula son los tumores, pero los abscesos y los granulomas (por ejemplo, en la tuberculosis) son igualmente capaces de producir el síndrome. Los tumores que suelen causar compresión de la médula son el cáncer de pulmón (de tipo no microcítico), el cáncer de mama, el cáncer de próstata, el carcinoma de células renales, el cáncer de tiroides, el linfoma y el mieloma múltiple.

## Diagnóstico

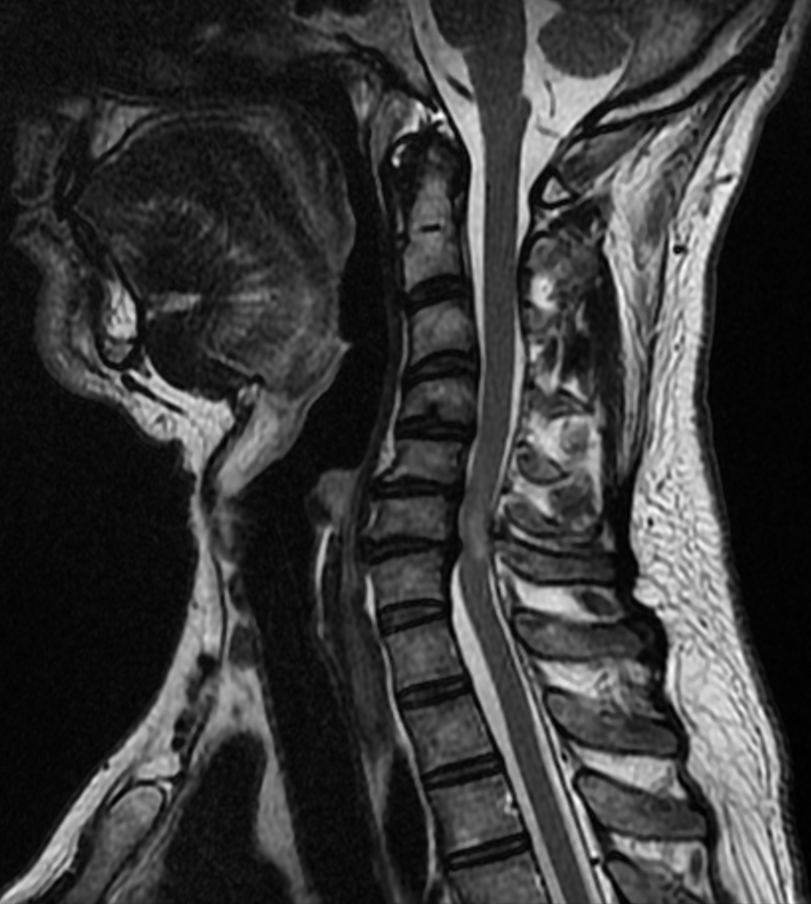
Mielopatía compresiva a nivel C6-C7 por protrusión discal

El diagnóstico se realiza mediante radiografías pero preferiblemente resonancia magnética (RMN) de toda la columna vertebral.

## Tratamiento
La dexametasona (un potente glucocorticoide) en dosis de 16 mg/día puede reducir el edema alrededor de la lesión y proteger la médula de lesiones. Puede administrarse por vía oral o por vía intravenosa para esta indicación.
La cirugía está indicada en la compresión localizada siempre que haya alguna esperanza de recuperar la función. También está indicada ocasionalmente en pacientes con pocas esperanzas de recuperar la función pero con dolor incontrolado. La radiación postoperatoria se administra en las 2-3 semanas siguientes a la descompresión quirúrgica.  La radioterapia de emergencia (normalmente 20 grays en 5 fracciones, 30 grays en 10 fracciones u 8 grays en 1 fracción) es la base del tratamiento de la compresión maligna de la médula espinal. Es muy eficaz como control del dolor y de la enfermedad local. Algunos tumores son muy sensibles a la quimioterapia (por ejemplo, los linfomas o el cáncer de pulmón microcítico) y pueden tratarse sólo con quimioterapia.

## Pronóstico
Una vez que la parálisis completa ha estado presente durante más de 24 horas antes del tratamiento, las posibilidades de recuperación útil disminuyen mucho, aunque la recuperación lenta, a veces meses después de la radioterapia, es bien conocida.
La supervivencia media de los pacientes con compresión medular metastásica es de unas 12 semanas, lo que refleja la naturaleza generalmente avanzada de la enfermedad maligna subyacente. [cita requerida]